# Semachrysa polysticta
Semachrysa polysticta là một loài côn trùng trong họ Chrysopidae thuộc bộ Neuroptera. Loài này được Brooks miêu tả năm 1983.